# Maël-Pestivien (gemeente)
Maël-Pestivien is een gemeente in het Franse departement Côtes-d'Armor (regio Bretagne) en telt 449 inwoners (1999). De plaats maakt deel uit van het arrondissement Guingamp.

## Geografie
De oppervlakte van Maël-Pestivien bedraagt 32,1 km², de bevolkingsdichtheid is 14,0 inwoners per km².
De onderstaande kaart toont de ligging van Maël-Pestivien (gemeente) met de belangrijkste infrastructuur en aangrenzende gemeenten.

## Demografie
Onderstaande figuur toont het verloop van het inwonertal (bron: INSEE-tellingen).

1. ↑  Populations de référence 2022.